# Milden Castle
Milden Castle ist eine Burgruine am Foxburrow Hill im Dorf Milden in der englischen Grafschaft Suffolk.
Die Motte wurde im 12. Jahrhundert errichtet. Heute ist nur noch der 4 Meter hohe Mound aus Erde erhalten, der einst von einem Burggraben umgeben war. Er gilt als Scheduled Monument. Vom Burghof nördlich des Mounds ist heute nichts mehr zu sehen, da sein Graben durch Steinbrucharbeiten komplett zerstört wurde.

## Quelle und Weblink
- Milden Castle. Gatehouse Gazetteer. Abgerufen am 19. Juli 2016.

Koordinaten: 52° 4′ 43,1″ N, 0° 50′ 44,1″ O